# Alexandria d'Oxiana
Alexandria d'Oxiana o Alexandria de l'Oxus fou una ciutat fundada el segle iv aC per Alexandre el Gran durant la seva ruta cap a l'Índia. És la mateixa ciutat esmentada també com Alexandria de Bactriana i Alexandria de Sogdiana per estar situada al límit entre aquests dos territoris històrics. Probablement, durant el període del Regne grecobactrià es va dir igualment Eucratídia. Fou en part destruïda després del 150 aC per les invasions dels escites i totalment abandonada vers el 125 aC amb la invasió dels yuezhi. Finalment, els grecs, sota el rei Heliòcles I de Bactriana, van establir el seu regne a la vall de Kabul abandonant Alexandria i Balkh (Bactra). Eucràtidia hauria estat destruïda en el regnat del seu pare Eucràtides I. És a la regió de Kunduz, al nord-est de l'actual Afganistan, a la confluència dels rius Amudarià (antigament anomenat Oxus) i Kokcha.

## Restes arqueològiques

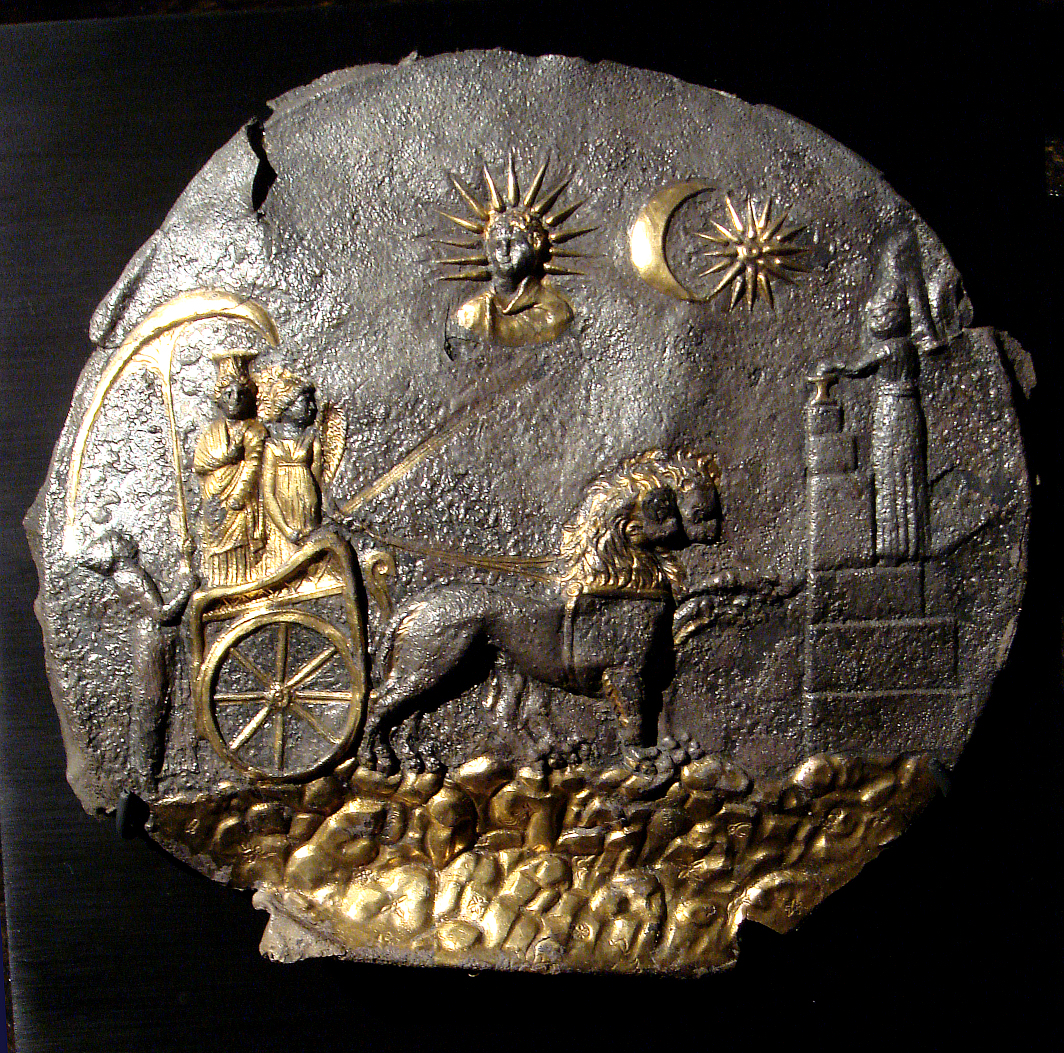
Plat amb la representació de Cíbele trobat a Ai-Khanum

Al lloc, en la confluència entre el riu Amudarià (conegut en l'antiguitat com a Oxus) i el riu Kokcha, s'hi van fer importants descobertes arqueològiques entre 1964 i 1978, dutes a terme per una missió de la Delegació arqueològica francesa a l'Afganistan, amb la participació de científics russos. Les recerques van posar a la llum una vila hel·lenística amb teatre, gimnàs, capitells corintis, i altres elements típicament grecs, però es van aturar l'any 1979 amb el començament de la Guerra afganosoviètica, durant la qual l'indret va ser saquejat i va servir de camp de batalla, i se'n perdé una gran part de les troballes originàries. Les missions arqueològiques només van poder continuar el 2003, després de la desfeta dels talibans.
La ciutat va ser un dels punts focals de l'hel·lenisme de l'est durant gairebé dos segles. Situada en un indret favorable, la regió permetia una explotació agrícola amb nombrosos canals, amb un rerepaís, el Badakhxan, ric en minerals. Disposava de muralles de rajoles amb la ciutat situada al pla i una acròpoli en alçada. Es van trobar diversos altres edificis com un gimnàs, un teatre, una font i mausoleus i tombes; alguns edificis eren hel·lenístics i d'altres de tipus oriental; cap dels temples és d'estil grec; queden restes dels antics casals senyorials que tampoc són d'estil grec. L'edifici principal era un palau al centre de la part baixa de la ciutat, amb patis i jardins i diversos edificis annexos; s'han trobat nombrosos objectes i estàtues, alguns amb inscripcions en grec i figures gregues. També s'hi van descobrir monedes d'Eucràtides i d'Agàtocles de Bactriana, aquestes darreres úniques, ja que tenen imatges de divinitats vèdiques com Vixnu, Balarama-Samkarshana i Vasudeva-Krixna.